# بخش سدلنیکوفسکی
بخش سدلنیکوفسکی (به لاتین: Sedelnikovsky District) یک منطقهٔ مسکونی در روسیه است که در استان اومسک واقع شده‌است.